# إريك فون ستروهايم
إريك فون ستروهايم (1885-1957) مخرج وممثل أمريكي من أصل نمساوي. يعتبر من أهم مخرجي مرحلة الأفلام الصامتة. يعد فيلمه الأشهر طمع (1924) واحدا من أهم الأفلام في تاريخ السينما. تسبب الفيلم في خلاف مع مدراء الاستديوهات في هوليوود ما أدى إلى منع ستروهايم من الإخراج مدى الحياة، فأكمل حياته ممثلا مساعدا. قدم أهم أدواره كممثل في فيلم الوهم الكبير (1939) مع المخرج جان رينوار، وفيلم سانسيت بوليفارد (1950) مع المخرج بيلي وايلدر، الذي رشح من خلاله لجائزة الأوسكار لأفضل ممثل مساعد.

## البدايات
عاش ستروهيم الطفولة والشباب في فيينا، وهي فترة غامضة إلى حد كبير وقلة من الحقائق معروفة عن هذه الفترة. شهادة ميلاده تثبت أنه وعائلته كانوا أعضاء في الطائفة اليهودية. وفي وقت لاحق من حياته، اعتنق ستروهيم الكاثوليكية.
لبعض الوقت عمل ستروهيم في شركة والده، مصنع قبعات. لم يثبت أنه خدم في العسكرية، رغم أنه كثيرا ما قال هذا لاحقا. ولأسباب لم توضح أبدا، ترك ستروهيم مسقط رأسه حوالي عام 1909. وبمساعدة مالية من عمه، وفي 15 نوفمبر 1909، سافر من بريمرهافن على متن باخرة إلى الولايات المتحدة.
بعد هجرته إلى الولايات المتحدة، مارس ستروهيم مختلف الأنشطة، وفي عام 1914 دخل مجال صناعة السينما. وقد اكتسب خبراته الأولى في صناعة السينما الناشئة حديثا في كاليفورنيا، كممثل كومبارس ومؤدي مشاهد خطيرة في أفلام من بينها فيلم ديفيد غريفيث الشهير «ولادة الأمة»، حيث أدى مشهدا تسبب بكسر ضلعه بعد قفزة من سقف منزل. بعد هذا العمل المذهل أصبح غريفيث على بينة من شخصية ستروهيم وأعطى له مهام أكثر أهمية.
كان ستروهيم مفتونا بالأرستقراطية والجيش، وهكذا اخترع ونشر صورة له في هوليوود على أنه من سلالة عائلة نبيلة قديمة وأنه ابن بارون ألماني وأنه كان ضابطا في سلاح الفرسان وأنه كان حارسا لجلالة الملك. وقد ظهر طوال حياته المهنية في التمثيل مرارا وتكرارا في أدوار عسكرية.
تم التعاقد معه في عام 1915 كمستشار فني في تحويل مسرحية ألمانية قديمة إلى فيلم، بسبب معرفة كبيرة في الشؤون العسكرية، ولعب أيضا دور مساندا. أعقب هذا عدة وظائف أهم، كمخرج مساعد ومصمم وكاتب سيناريو وممثل، وقد كانت معظم أدواره كضابط ألماني أو نمساوي أو في أدوار الشر في أفلام دوغلاس فيربانكس. بدخول الولايات المتحدة في الحرب العالمية الأولى ضد الإمبراطورية الألمانية والإمبراطورية النمساوية المجرية، كان هناك زيادة في الطلب على الأشرار في الأفلام، الذي يتفق مع أفكار الرأي العام الأميركي عن الجنود الألمان، أو من يطلق عليهم «الهون». كان ستروهيم بمظهره وملامحه الشرسة مناسبا بشكل مثالي لتأدية هذه الشخصيات على نحو فعال. وقد أثار ضجة كبيرة في عام 1918 في مشهد من فيلم «قلب البشرية» حين أدى دور ضابط ألماني يحاول اغتصاب ممرضة ويلقي بطفل يبكي من النافذة. ولعب دورا مماثلا في العام نفسه في فيلم «الكافر» حيث يطلق النار بلا رحمة على الطفل وجدته كضابط ألماني. وقد استاء الألمان من مثل هذه العروض حتى بعد عقود، حتى أنه في عام 1921 حين قدم ستروهايم فيلمه الثالث كمخرج «نساء جاهلات» ظهرت منشورات ودعوات للمقاطعة ضد ستروهيم وأفلامه في الصحافة الألمانية، مثل:

## فترة العشرينات

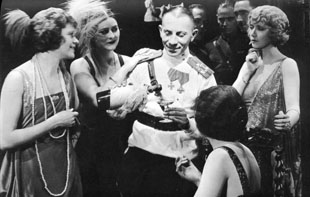
ستروهيم بدور الضابط في فيلم زوجات حمقاوات (1921)

أخرج ستروهيم فيلمه الأول «الأزواج المكفوفين» عام 1919، ومثل أيضا واحدا من الأدوار الرئيسية. تدور القصة -التي كتبها بنفسه- حول علاقة ثلاثية بين قاتل وسياح في جبال الألب. كان الفيلم نجاحا كبيرا في شباك التذاكر، وجلب له المزيد من الاهتمام من قبل الاستوديوهات الكبرى. يعتبر الفيلم الثاني لستروهيم، «ممر الشيطان» من عام 1920، مفقودا اليوم. كان هذا الفيلم أيضا ناجحا جدا، بحيث تمكن ستروهيم من أن يكون إنتاجه المقبل، «الزوجات الحمقاوات» (1921)، ذا تكلفة كبيرة، بل كان أصخم فيلم أنتج حتى تلك الفترة وكان «أول فيلم تجاوزت ميزانيته المليون دولار» بحسب وصف الاستوديو المنتج يونيفرسال. وقد سمح له المنتجون بذلك أولا بسبب نجاحاته السابقة.
مع ذلك، باهتمامه المتزايد بالتفاصيل والتكاليف المرتفعة وتمديد فترات التصوير، تعرض بشكل متزايد لمشاكل أكبر مع مدراء الاستوديوهات المنتجة. تم نشر العديد من الحكايات والنكات حول تصرفات ستروهيم الغريبة وتوزيعها على نطاق واسع في الصحافة. مثلا، غضب مرة أثناء التصوير لأن جرس الباب لم يرن رغم أنه في فيلم صامت. مرة أخرى كان يصور مشهد طويلا فعاده من جديد لأن النادل في الخلفية لم يكن يرتدي قفازات بيضاء. وفي أحد مشاهد العربدة المشهورة طلب مشاركة بغايا فعلا. في مشهد آخر طالب ستروهيم بكافيار حقيقي.
خلال إنتاج فيلم «ميري تدور» (1923) تم عزل ستروهيم من قبل مدير الاستوديو إيرفينج ثالبرج بعد بضعة أسابيع من بداية التصوير، لأنه لم يتقيد مرة أخرى بمتطلبات الاستوديو. طالب ستروهيم بزي عسكري من فيينا، لأنه -في رأيه- بهذه الطريقة فقط يمكن تمثيل الأصالة اللازمة. أعاد لقطات للطبول لعدة أيام حتى رضي عن اللقطات. طالب باستنساخ أحد حدائق فيينا بأمانة على أرض الاستوديو. وعلى عكس فيلم «الزوجات الحمقاوات»، كان ثالبيرج قد منع ستروهيم من الظهور في دور تمثيل في الفيلم، لأنه بهذه الطريقة يكون من الأسهل أن يحل محله مخرج آخر. وقد أكمل الفيلم مخرج آخر.

### فيلمجشع
تحول ستروهيم إلى شركة مترو لمشروعه المقبل. خلال تصوير فيلم «الجشع»، اندمجت شركة مترو مع شركة للويس بي. ماير لتكون استوديو مترو غولدوين ماير، وهكذا كان في عام 1924، واضطر ستروهيم مرة أخرى للتعامل مع مدير الاستوديو إيرفينج ثالبرج. أراد «فون»، كما كان ستروهيم يلقب في ذلك الوقت، أن لا يكون الفيلم بشكل من الأشكال أقل من الرواية المقتبس منها، وهي رواية «ماكتاج» لفرانك نوريس، وأراد تنفيذ الرواية كلمة كلمة. تم تصوير الفيلم كليا في كاليفورنيا. وهو أول فيلم طويل يتم تصويره في مواقع تصوير خارجية. تم تصوير المشاهد الأخيرة للفيلم تحت الشمس الحارقة في وادي الموت في كاليفورنيا. كانت النسخة الأساسية للفيلم تمتد لعشر ساعات، ثم خفضها إلى ست ساعات على أن تعرض في ليلتين، ثم خفضه مرة أخيرة إلى 4 ساعات وأن يعرض في جزأين. لكن الاستوديو أخذ زمام الأمور وتم حذف مشاهد الفيلم بشكل جذري حتى وصل إلى ساعتين ونصف. عرض الفيلم وكان فشلا ماليا ذريعا. بعد ذلك اعتبر الفيلم واحدا من الأعمال المتميزة في تاريخ السينما.
وعلق لويس ماير على ستروهيم وفيلمه في مقابلة في عام 1954:
أصيب ستروهيم بخيبة أمل كبيرة من تلك التدخلات ولكنه لم يكن على استعداد لتقديم تنازلات عن أسلوب إخراجه المكلف. وأعقب ذلك في عام 1925 تصوير أوبريت الأرملة الطروب لفرانتس ليهار. لم يبق سوى القليل من الكوميديا التي في الأصل، ورافق التصوير جدل شرس بينه وبين المنتج ونجمة الفيلم «ماي موراي». بغض النظر عن ذلك، أصبح فيلم «أرملة ميري» أكبر نجاح تجاري لستروهيم.
في عام 1926 حصل ستروهيم الجنسية الأمريكية.
بعد النجاح الكبير لفيلم «الأرملة الطروب»، انطلق ستروهيم مرة أخرى، هذه المرة مع استوديو بارامونت لإنتاج فيلم «مسيرة الزفاف» (1928) الذي صمم مبدئيا وفقا لأفكاره الخاصة. مرة أخرى، تجاوز مدة التصوير المقررة والميزانية إلى حد كبير بحيث تم إيقاف التصوير. تم تقطيع الفيلم بشكل كبير من قبل الاستوديو والرقابة وصدر في جزأين. اليوم الجزء الأول منه موجود. أما الجزء الثاني، «شهر العسل»، فيعتبر مفقودا.

### نهايته كمخرج
فيلمه الصامت الأخير، ميلودراما «الملكة كيلي»، قام بتصويره في عام 1929 لصالح يونايتد آرتيست. مرة أخرى، تخلل التصوير خلافات عنيفة بين ستروهيم والمنتجين، هذه المرة مع بطلة الفيلم غلوريا سوانسون و-شريكها آنذاك- المنتج جوزيف كينيدي. صدر الفيلم أخيرا بعد قضاء ستروهيم ساعات لا تحصى في تصوير لقطات للمقدمة وحدها. كانت هناك بعض المشاهد لسوانسون لا تزال بدون نهاية. لم يعرض الفيلم في أمريكا، وتم عرضه بضع مرات في أوروبا ثم اختفى في الأرشيف. عرض في التلفاز فترة الستينات، ولم يتم توفير نسخة مستعادة من المواد الموجودة وفقا لخطط ستروهيم الأصلية للجمهور إلا عام 1985.
وهكذا تم تدمير سمعته كمخرج، واضطر ستروهايم للعودة مرة أخرى أمام الكاميرا تحت إدارة مخرجين آخرين. في عام 1929 لعب في أول فيلم ناطق له، «غابو العظيم» للمخرج جيمس كروز في دور البطولة. وكما كان في بداية حياته المهنية، كان ينظر إليه في كثير من الأحيان على أنه مناسب لأدوار الشر كممثل مساعد. خلال هذا الوقت، غالبا ما اضطر ستروهيم للعمل كمستشار فني ودراماتورج مساعد.
أعلن عن العديد من الأفلام التي كان سيخرجها ستروهيم كإعادة صناعة لأفلامه السابقة مثل «الزوج المكفوف» أو «أرض المعارض». ولكن أيا من هذه المشاريع لم يتجاوز مرحلة الإعداد.

## روابط خارجية
- إريك فون ستروهايم على موقع IMDb (الإنجليزية)
- إريك فون ستروهايم على موقع الموسوعة البريطانية (الإنجليزية)
- إريك فون ستروهايم على موقع روتن توميتوز (الإنجليزية)
- إريك فون ستروهايم على موقع مونزينجر (الألمانية)
- إريك فون ستروهايم على موقع ألو سيني (الفرنسية)
- إريك فون ستروهايم على موقع تيرنر كلاسيك موفيز (الإنجليزية)
- إريك فون ستروهايم على موقع أول موفي (الإنجليزية)
- إريك فون ستروهايم على موقع قاعدة بيانات برودواي على الإنترنت (الإنجليزية)
- إريك فون ستروهايم على موقع قاعدة بيانات الأفلام السويدية (السويدية)
- إريك فون ستروهايم على موقع إن إن دي بي (الإنجليزية)